# アブラム・ガンニバル

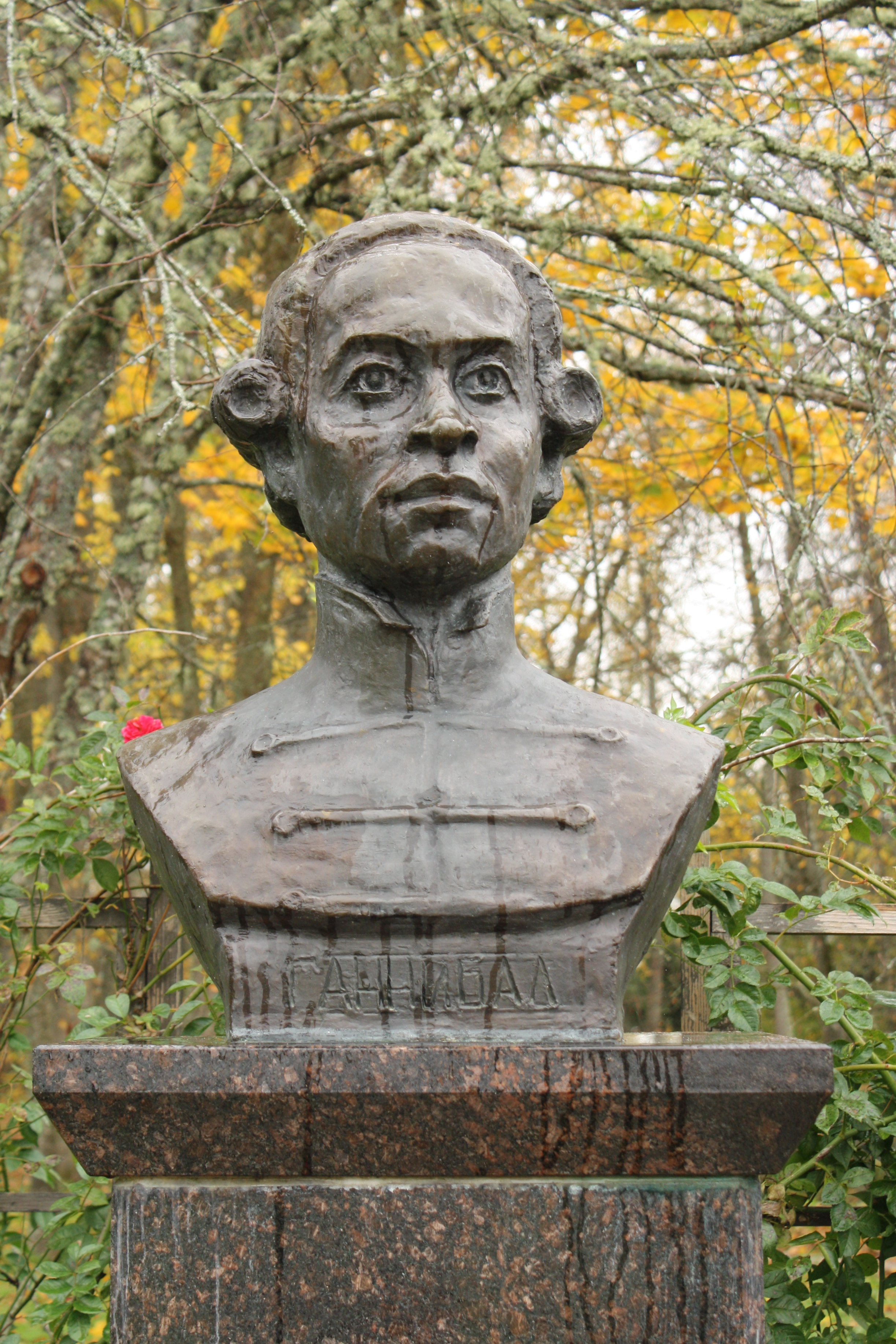
少将アブラム・ペトロヴィチ・ガンニバル

アブラム・ペトロヴィチ・ガンニバル （ロシア語表記：Абрам Петрович Ганнибал,Abram Petrovich Gannibal,またはHannibal,Ganibal 、イブラヒム・ハンニバルIbrahim Hannibal,1696年  -  1781年5月14日）は、ロシアの軍人、貴族。ロシア皇帝ピョートル1世によってアフリカからロシアに迎えられ、軍事技術者、少将、タリン総督となった。詩人アレクサンドル・プーシキンの曾祖父として有名である。

## 伝説上の出自
ロシア文学者木村彰一は、自身の翻訳によるプーシキンの韻文小説『エヴゲーニイ・オネーギン』の訳注に、アブラム・ガンニバルは「エチオピアの王族の出だった」と書いている。木村による『オネーギン』初訳は1969年であった。1962年に出版された金子幸彦訳の訳注では、「母方の曾祖父はエチオピア人」「プーシキンの母はピョートル1世の侍従でエチオピア生まれの黒人ガンニバル」と記されている。ガンニバルの生い立ちについては、主にプーシキンら子孫の言説がそのまま信じられ、誤まった情報が広まった。子孫たちは、先祖のガンニバルをロマンティックに理想化したと思われる。。

## 生涯

### 出自
ガンニバルの生まれははっきりしていない。初期に言及された文書には、1696年にエチオピアの村ラゴンで生まれたとある。村にはマレブ川が流れていたという。現在マレブ川は、エチオピアとエリトリア国の国境となっている。だが、エチオピアでは彼の出生を裏付ける史料は見つかっていない。
1996年の調査によると、現在のカメルーンのチャド湖南部、ロゴネ＝ビルニという場所のスルタンがガンニバルの家系ではないかと推測されている。作家であり、プーシキンの研究家でもあるウラジミール・ナボコフも独自に調査し、エチオピア説を否定し、チャド湖南部のロゴン辺りとしている。

### 幼年時代
7歳の時（1703年頃）、ガンニバルは故郷から、コンスタンティノープルにいるオスマン帝国のスルタンの元へ連れて行かれた。奴隷市場で売買されたと言われる。この年、スルタン位はムスタファ2世からアフメト3世に変わった。筆者不明でガンニバルによると推定されるドイツ語の自伝には、「すべてのイスラム教支配者すなわちトルコのスルタンは、貴族の家から人質として子供を差し出させた」とある。親の振る舞いに疑念を抱く子供は、殺すか、奴隷として売り払われたのである。ガンニバルの姉レバンは同時期に身柄を拘束されたが、旅の途中で死んだ。
1704年、コンスタンティノープルで、ロシア大使サッヴァ・ラクジンスキーの代理人によってガンニバルは連れ去られた。彼の上官ピョートル・アンドレーエヴィチ・トルストイ（作家レフ・トルストイの曾祖父）の差し金だったとされる。

### ピョートル大帝との出会い

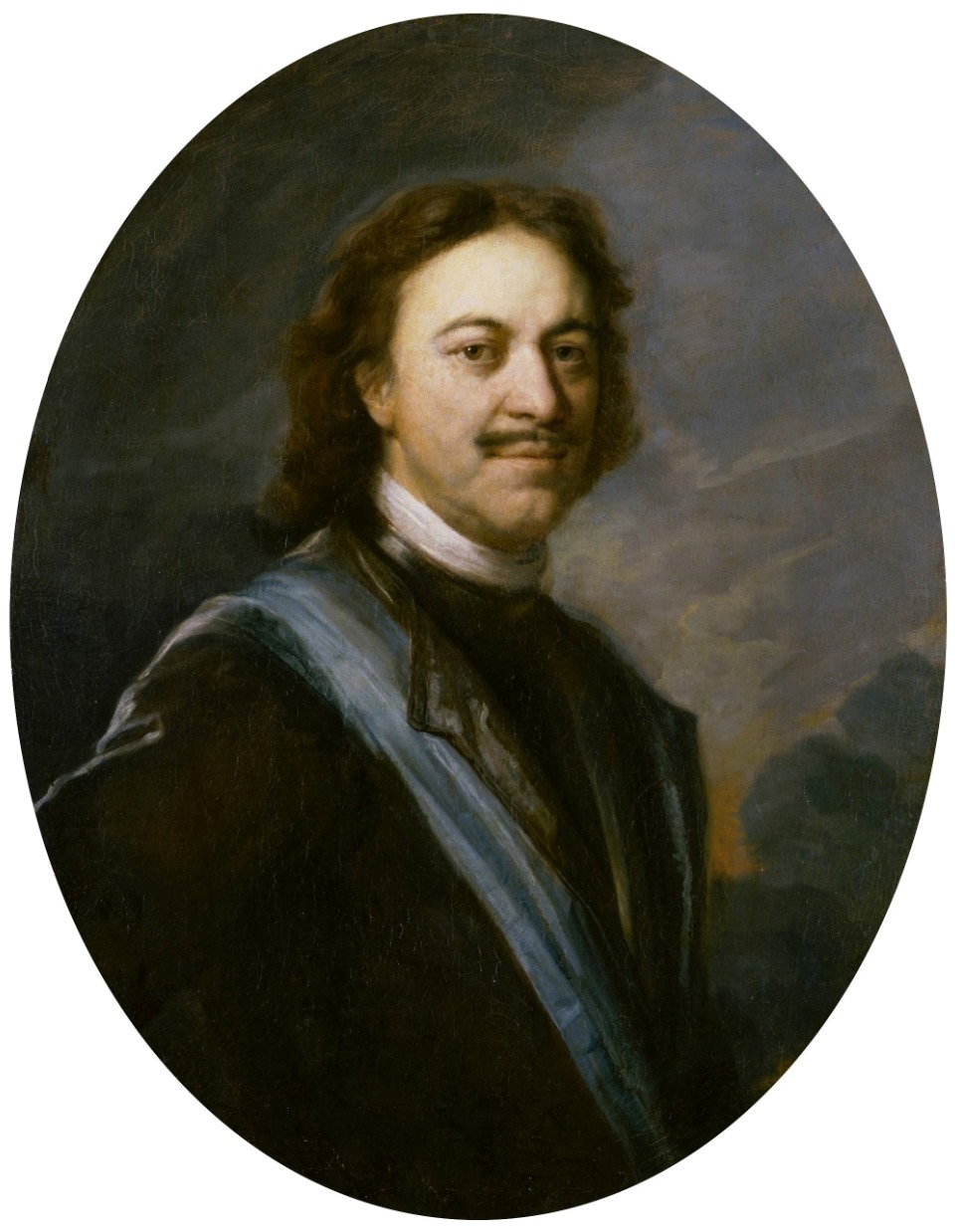
ピョートル1世 -アンドレイ・マトヴェイエフ

1705年に、ポーランド・リトアニア共和国のヴィリニュス（現リトアニアの首都）にあるサンクト・パラスケワ教会で、洗礼機密を受けた。ピョートル1世（大帝、在位1682-1725年）が彼の代父となった。
ガンニバルがヨーロッパに迎え入れられたのは、ピョートル1世の命令によるものであった。招致されたアラブ人の子供は、明らかにガンニバルだけではなかった。ヨーロッパ王家の宮廷で黒人の子供は珍重されたが、ピョートルの目的は異なっていた。当時のヨーロッパでは、アラブ人は野蛮で文明化されていない人々だと思われていた。ピョートル1世はこの子供たちを、ロシア貴族の子弟と同様に、芸術や科学をよくすることを証明し、肌の色ではなくその能力で認められるよう、見せたかったのである。
ロシア近世史家土肥恒之の著書『ロシア・ロマノフ王朝の大地』によると、ピョートルには「身分的な偏見がまったくなかった」。ピョートルは身分や出自にこだわらず、才能や技術のある人材を登用した。同時に、この型破りなツァーリは、新しいものや奇異なものを好んだ。1697年から西ヨーロッパ視察に偽名で出かけたさいには、アムステルダムの博物館で「50人分のアルコール漬けの小人の標本」を購入したり、人体解剖を見学したりした。またロンドンでは時計や地球儀といった先端商品とともに、黒人奴隷を数人買っている。

### パリでの教育
1717年、ガンニバルは芸術・科学・軍事の教育を続けるべく、パリへ連れて行かれた。彼は数ヵ国語を流暢に操り、数学と幾何学を知った。フランス王ルイ15世の軍に加わり、スペイン王フェリペ5世軍と戦った。この時に大尉となった。フランス滞在時代、ガンニバルはカルタゴの将軍ハンニバルにちなんだ姓を名乗るようになった。ガンニバルとはハンニバルをロシア語表記したものである。パリで、彼は啓蒙時代の象徴ディドロ、モンテスキュー、ヴォルテールと親交を結んだ。ヴォルテールはガンニバルを、『啓蒙時代の暗褐色の星』と呼んだ。

### ロシア帝国への帰国
1721年には、20年にわたる対スウェーデンの北方戦争がロシアの勝利の元に終結した。ピョートルは、イヴァン雷帝以来の古い君主名「ツァーリ」の称号をやめ、西ヨーロッパふうにインペラトール（皇帝）を名乗り、ロシア帝国が発足した。翌年の1722年、ガンニバルの教育が終わった。彼はピョートル1世に手紙を書き、海路でなく陸路で帰国する許しを求めた。帰国途上に、ピョートル自身とモスクワから数キロ離れたところで会ったと噂さされた。
1725年にピョートル1世が崩御すると、ガンニバルは1727年に新都サンクト・ペテルブルクから4,000マイル(6,436km)も東のシベリアへ流された。彼は1730年に、その軍事技術の有能さを認められ、許された。

### エリザヴェータ1世のもとで

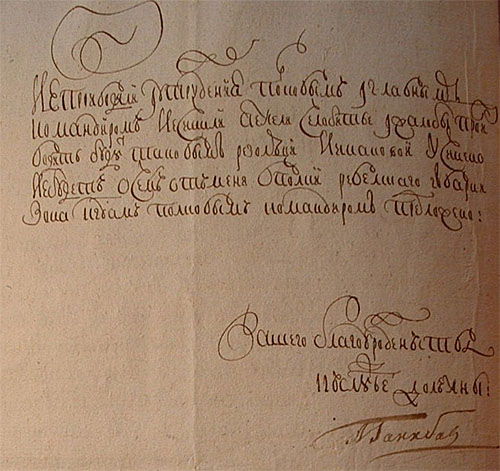
A. Ganibal　とサインされた手紙。1744年3月22日。Tallinn　City Archive.

1741年には、ピョートル1世の娘エリザヴェータ(在位1741年 - 1762年）が皇帝として即位した。ガンニバルは女帝の宮廷で揺るぎのない存在となり、少将の地位を与えられ、タリンの総督となった（1742年-1752年）。
エリザヴェータ女帝に対し、ガンニバルは貴族の地位と紋章を賜るよう公式の請願書を送っている。また、象の絵と神秘的な文字FVMMOと書かれた家紋を使用する権利を求めた。この紋章は、西アフリカのコトコ王国が故郷であることを意味するとされるが、FVMMOは、ラテン語の“Fortuna Vitam Meam Mutavit Oppido”（幸運がこの都市で私の人生を変えた）の頭文字ではないかとも考えられる。1744年3月22日には、手紙に“A. Ganibal”と署名を残した。
エリザヴェータは1742年に、100人以上の農奴のいるプスコフ県のミハイロフスコエ村を所領として与えた。　 1786年の土地調査によると、5,000エーカー（約2,230ヘクタール）の地所であった。6分の1は製材用の森林で、まばらに散らばった集落には約200人の農奴が暮らしていた。このミハイロフスコエ村の土地は、ガンニバルの息子オシップ、その娘ナデージダ、ナデージダの息子プーシキンへと相続された。
ロシア軍元帥アレクサンドル・スヴォーロフ（1729-1800）は、18世紀の数々の戦争を勝ち抜いた希有な軍人である。彼が軍人になったのは、ガンニバルがスヴォーロフの父を説得し、自らの部下の一兵卒として仕えさせたと噂さされた。

## 家族および子孫

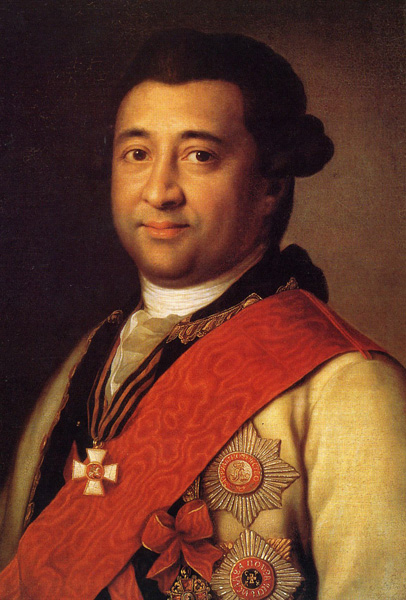
長男イヴァン・ガンニバル

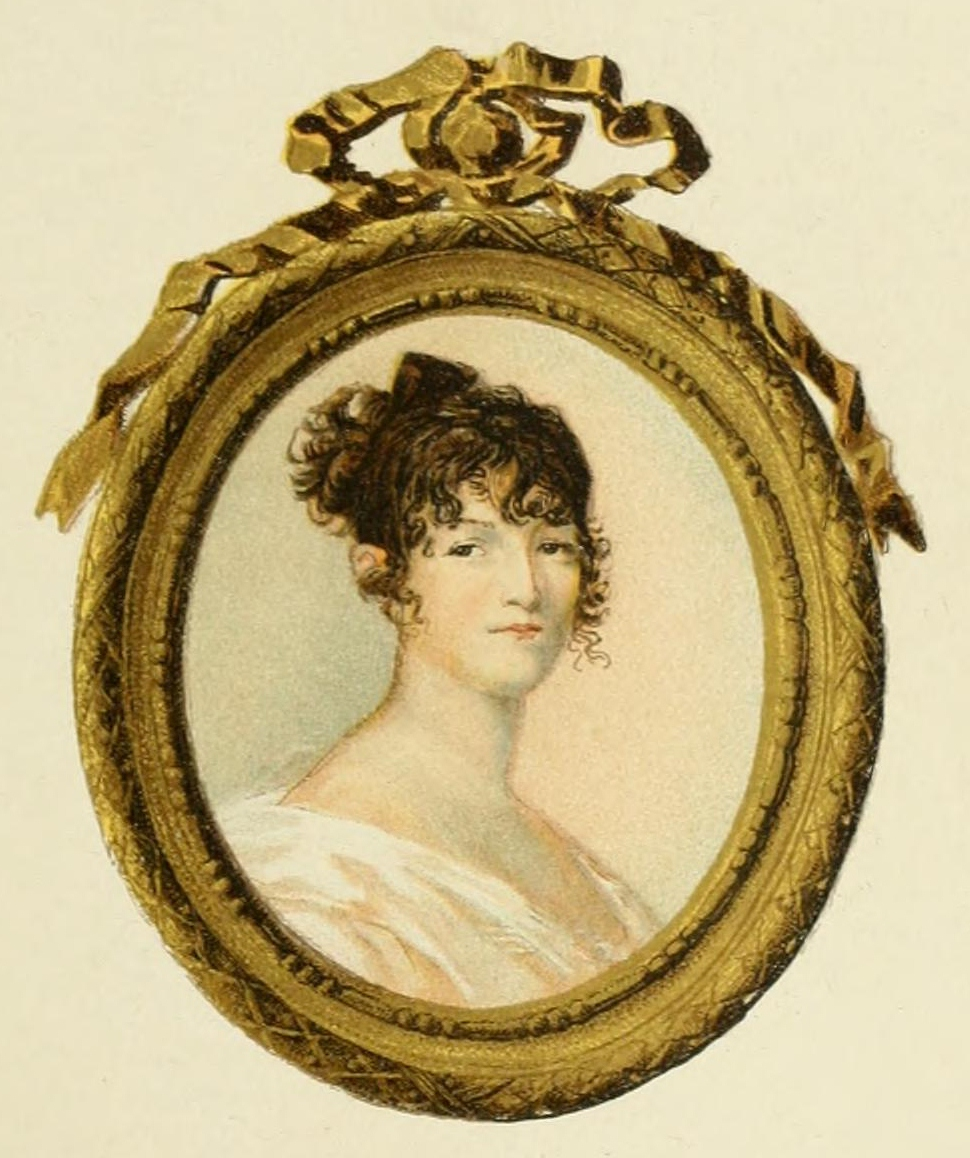
ガンニバルの息子オシップの娘でプーシキンの母、ナデージェダ・プーシキナ

ガンニバルは二度結婚した。最初の妻はギリシャ人のエヴドキア・ディオペルという。2人は1731年に結婚し、一女をもうけた。不幸なことにエヴドキアは夫をひどく嫌っていた。彼女にとっては強いられた結婚だったためである。ガンニバルはエヴドキアが不貞をはたらいたことを知ると、妻を捕らえて監獄へ入れ、エヴドキアは11年も酷い環境に置かれた。その後、ガンニバルはクリスティナ・レジナ・シェベルクという別の女性と暮らし始めた。1736年、レヴァル（現、エストニアのタリン）にて、エヴドキアと正式に離婚しないまま、クリスティナと再婚し、同年にクリスティナとの最初の子供が生まれた。エヴドキアとの離婚は1753年まで成立せず、ガンニバルは彼女を修道院へ送り、彼女はそこで余生を送った。ガンニバルの二度目の結婚は合法とみなされなかった。二度目の妻クリスティナは、スカンジナヴィアとドイツの貴族の血を引いていた。2人は10人の子をもうけた。息子の一人であるオシップの娘ナデージダが、プーシキンの母である。
ガンニバルの長男イヴァンは海軍士官となり、1779年にウクライナのヘルソンを創建、帝政ロシアでの2番目の高位軍人となった。
ガンニバルの血を引く子孫が、現代のイギリス貴族にいる。ナデジダ・マウントバッテン（プーシキンの曾孫）の孫ジョージ・マウントバッテン (第4代ミルフォード＝ヘイヴン侯爵)のほか、ナデジダ・マウントバッテンの姉であるアナスタシア・ド・トービーの子孫のヒュー・グローブナー (第7代ウェストミンスター公爵)とその母ナタリア・グローヴナー (ウェストミンスター公爵夫人)やアバコーン公爵夫人アレグザンドラや第17代ダルハウジー伯爵夫人マリリンなどである。

## プーシキンとガンニバル

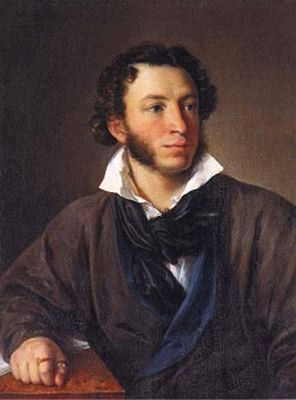
曾孫プーシキン　ヴァシーリー・トロピーニン画

アブラム・ガンニバルは、詩人・作家アレクサンドル・セルゲーヴィチ・プーシキン（1799年 - 1837年）の父方・母方両方の祖先の中でもっとも傑出した人物であり、プーシキンはこの曽祖父に特に敬愛の情を抱いていたと思われる。。プーシキンは1830年に「私の系譜」という短い詩を書いているが、600年に渡る父方の祖先については35行で書いた一方、アブラムだけに20行の詩を捧げている。1827年からは、未完ながら、アブラムを主人公とした小説『ピョートル大帝の黒人（奴隷）』も執筆している。

### 『エヴゲーニイ・オネーギン』作中
プーシキンの代表作たる韻文小説『エヴゲーニイ・オネーギン』は、作者であるプーシキンとおぼしき人物が「ぼく」あるいは「私」という一人称で、物語の語り手となる。時には作品世界内部にも登場する。主人公オネーギンの友人という設定である。8章と断章から成る作品の中で、プーシキンが実際に登場してオネーギンと会話をするのは第1章だけだが、第2章以降も折につけ、自らの意見や思い出を作中で披露する。第1章50節14行のうち終わりの4行では、以下のように歌われる。
| 「 | わがアフリカの空の下、 陰鬱なロシヤの国を慕うべき時—— ぼくが苦しみ、ぼくが恋をし、 ぼくが心を葬ったその国を。 | 」 |

本国原典での『オネーギン』第一版では、この「わがアフリカの空の下」の文言に、みずから注釈をくわえ、曾祖父アブラム・ガンニバルの生涯を書いている。

### プーシキン自註でのガンニバル
この註の最後で、プーシキンは、
| 「 | ロシヤでは、アンニバールの不思議な生涯はわずかに家族の言い伝えによってしか知られていない。 | 」 |

（アンニバールはガンニバルのこと）、と断っている。小澤政雄訳『完訳エヴゲーニイ・オネーギン』を主な参考にして、プーシキン自身が描いた曾祖父の生涯を以下に要約する。
プーシキン自注の要約

## 黒人解放運動のシンボル
19世紀アメリカでは、ロシアの偉大な国民的作家であるプーシキンが黒人の子孫であるという事実から、彼はしばしば黒人解放運動のシンボルとして扱われた。